# 松潘棱子芹
松潘棱子芹（学名：Pleurospermum franchetianum）为伞形科棱子芹属的植物，为中国的特有植物。分布于中国大陆的宁夏、四川、陕西、青海、甘肃、湖北等地，生长于海拔2,500米至4,300米的地区，多生于高山坡和山梁草地上，目前尚未由人工引种栽培。

## 别名
异伞棱子芹（中国高等植物图鉴），黄羌（陕西太白）